# Hoher Türke
Hoher Türke ist ein einfaches Würfel- und Rechenspiel mit drei Würfeln und einem Würfelbecher für beliebig viele Mitspieler. Als Variante wird Niedriger Türke gespielt.
In Spielesammlungen werden „Hoher Türke“ und „Niedriger Türke“ regelmäßig in die entsprechenden Regelhefte aufgenommen.

## Spielweise

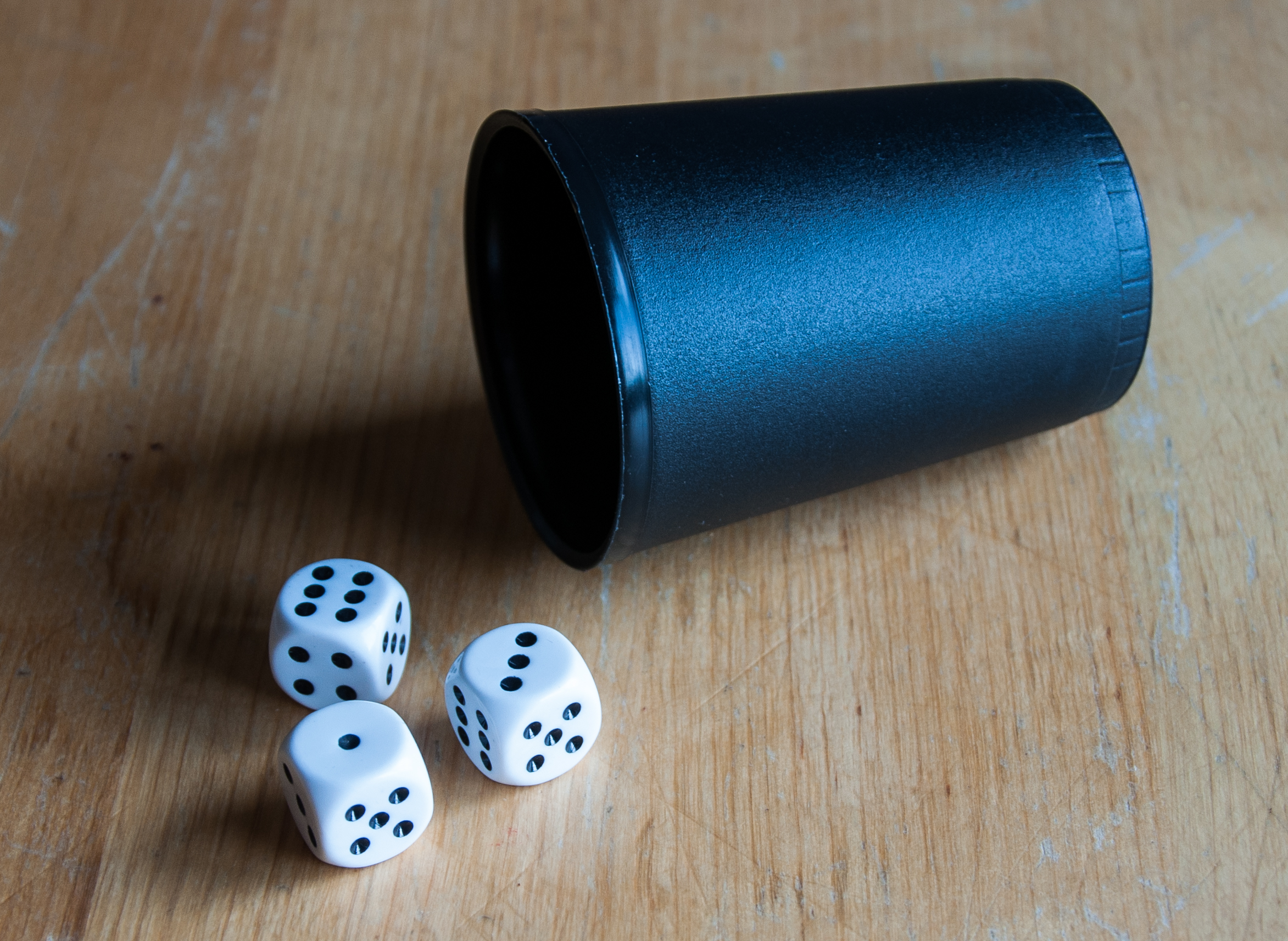
Hoher Türke wird mit drei Würfeln gespielt. Beim angezeigten Würfelwurf 6;3;1 gilt beim Hohen Türken 6 mal 3 = 18 durch 1 = 18 und beim Niedrigen Türken 1 mal 3 = 3 durch 6 = 0,5 bzw. gerundet 1.

Bei dem Spiel Hoher Türke können beliebig viele Mitspieler mitspielen. Gewürfelt wird reihum, jeder Spieler hat nur einen Wurf mit drei Würfeln. Zur Wertung des Wurfes werden die beiden höchsten Würfelwerte miteinander multipliziert und danach durch die Augenzahl des dritten Würfels dividiert, das Ergebnis wird notiert. Gewinner ist der Mitspieler mit der höchsten Zahl. Je nach Spielweise kann das Ergebnis ungerundet oder gerundet gewertet werden. Der höchste Wurf des Hohen Türken ist dabei der Wurf 1;6;6, man wertet "6 mal 6 durch 1" = "36 durch 1" = 36; der niedrigste Wurf ist entsprechend 1;1;1, man wertet "1 mal 1 durch 1" = "1 durch 1" = 1.
Bei dem Spiel Niedriger Türke werden die beiden niedrigsten Würfel multipliziert und danach durch den höchsten Würfel geteilt, Gewinner ist hierbei der Mitspieler mit dem niedrigsten Ergebnis. Auch hier kann ungerundet oder gerundet gewertet werden. Der höchste Wurf des Niedrigen Türken ist dabei der Wurf 1;1;6, man wertet "1 mal 1 durch 6" = "1 durch 6" = 1/6; der niedrigste Wurf ist entsprechend 6;6;6, man wertet "6 mal 6 durch 6" = "36 durch 6" = 6.
Beide Spiele werden in der Regel über eine festgelegte Anzahl von Runden gespielt, wobei die Einzelergebnisse addiert und am Ende gewertet werden.

## Belege
1. 1 2 3  „Hoher Türke“ In: Robert E. Lembke: Das große Haus- und Familienbuch der Spiele. Lingen Verlag, Köln o. J.; S. 261.
2. 1 2 3  „Niedriger Türke“ In: Robert E. Lembke: Das große Haus- und Familienbuch der Spiele. Lingen Verlag, Köln o. J.; S. 262.
3. ↑  100er Spielesammlung (Memento des Originals vom 26. März 2016 im Internet Archive)  Info: Der Archivlink wurde automatisch eingesetzt und noch nicht geprüft. Bitte prüfe Original- und Archivlink gemäß Anleitung und entferne dann diesen Hinweis.. Spielregelheft der Spielesammlung des Nürnberger Spielkartenverlags; S. 12.
4. 1 2 3  „Hoher Türke“ In: Erhard Gorys: Das Buch der Spiele. Manfred Pawlak Verlagsgesellschaft, Herrsching o. J.; S. 415.
5. ↑  „Niedriger Türke“ In: Erhard Gorys: Das Buch der Spiele. Manfred Pawlak Verlagsgesellschaft, Herrsching o. J.; S. 415.